# Nassif Ghoussoub
Pour les articles homonymes, voir Ghoussoub.
Nassif  A. Ghoussoub est un mathématicien canadien né le 9 novembre 1953  à Ségou. Il travaille dans le domaine de l'analyse  non-linéaire et des équations aux dérivées partielles. Il est professeur de mathématiques, Distinguished University Scholar et ancien membre élu du Board of Governors de l'Université de la Colombie-Britannique.

## Carrière
Il effectue son cursus à l'université Pierre-et-Marie-Curie sous la direction de Gustave Choquet.
Il a été vice-président de la Société mathématique du Canada de 1994 à 1996, directeur fondateur du Pacific Institute for the Mathematical Sciences (PIMS) pour la période 1996-2003, cofondateur du MITACS Network of Centres of Excellence et il est le fondateur et actuel directeur scientifique  de la Banff International Research Station (BIRS).
En 2012 il devient fellow de l'American Mathematical Society.

## Distinctions
- Prix Coxeter-James, Société mathématique du Canada (1990)
- Fiducies Killam, Université de la Colombie-Britannique (1992)
- Fellow de la Société royale du Canada (1994)
- Distinguished University Scholar, Université de la Colombie-Britannique (2003)
- Doctorat honoris causa, université Paris-Dauphine[3]
- Prix Jeffery-Williams, Société mathématique du Canada (2007) [4]
- Faculty of Science Achievement Award for outstanding service and leadership, Université de la Colombie-Britannique (2007)
- prix David-Borwein de mathématicien émérite pour l'ensemble d'une carrière, Société mathématique du Canada (2010)
- Fellow de l'American Mathematical Society (2012)
- Queen Elizabeth II Diamond Jubilee Medal (2012)
- Prix CRM-Fields-PIMS (2019)

## Publications
- avec A. Moradifam: Functional Inequalities: New Perspectives and New Applications, American Mathematical Society 2013
- avec P. Esposito, Y. Guo: Mathematical Analysis of Partial Differential Equations Modeling Electrostatic MEMS, Courant Lecture Notes 20, 2010
- Self-dual Partial Differential Systems and Their Variational Principles, Springer Monographs in Mathematics, Springer Verlag 2008
- avec F. Robert: Concentration estimates for Emden-Fowler Equations with boundary singularities and critical growth, International Mathematics Research Papers 2006
- Duality and Perturbation Methods in Critical Point Theory. Cambridge Tracts, Cambridge University Press 1993
- avec G. Godefroy, B. Maurey, W. Schachermayer: Some Topological and Geometrical Structures in Banach Spaces, Memoirs AMS 70, 1987
- avec B. Maurey: {\displaystyle H_{0}}-embeddings in Hilbert space and Optimization on {\displaystyle G_{0}}-sets, Memoirs AMS 349, 1986